# Reptalus atlassica
Reptalus atlassica är en insektsart som beskrevs av Dlabola 1989. Reptalus atlassica ingår i släktet Reptalus och familjen kilstritar. Inga underarter finns listade i Catalogue of Life.